# إيمانويل كوتو
إيمانويل كوتو مواليد 6 أغسطس 1973 في البرتغال، هو لاعب كرة مضرب برتغالي سابق بدأ مسيرته كمحترف سنة 1990 وكان يلعب باليد اليمنى، اعتزل اللعب في 2003. أعلى تصنيف له في الفردي كان المركز الـ 174 في سنة 1996. أعلى تصنيف له في الزوجي كان المركز الـ 91 في سنة 1997. سبق أن شارك في دورة الألعاب الأولمبية الصيفية.

## النهائيات

### الزوجي: 2 (الألقاب 1, الوصافة 1)
| الحصيلة | الرقم | التاريخ       | الدورة                            | الأرضية | الشريك             | المنافس في النهائي            | النتيجة في النهائي |
| الوصافة | 1.    | 26 مارس 1995  | بطولة الدار البيضاء للتنس، المغرب | ترابية  | جوام كونا إي سيلفا | توماس كاربونيل فرانسيسكو رويج | 6–4, 6–1           |
| الفوز   | 1.    | 16 يونيو 1996 | بورتو، البرتغال                   | ترابية  | برناردو موتا       | جوشوا إيغل أندرو فلوران       | 4–6, 6–4, 6–4      |

## روابط خارجية
- إيمانويل كوتو على موقع رابطة محترفي التنس (الإنجليزية)
- إيمانويل كوتو على موقع الاتحاد الدولي لكرة المضرب (الإنجليزية)
- إيمانويل كوتو على موقع كأس ديفيز (الإنجليزية)
- إيمانويل كوتو على موقع خلاصة التنس.كوم (الإنجليزية)
- إيمانويل كوتو على موقع أوليمبيديا (الإنجليزية)